# Colonización de Brasil
Se denomina Brasil colonial al periodo histórico que abarca desde la llegada de los primeros europeos, en 1500, hasta la independencia, en 1822. En este período Brasil estuvo bajo el dominio político de Portugal.
La colonización portuguesa de América, comenzó motivada por razones económicas y estratégicas. Por un lado las económicas a causa de la merma en las ganancias en el comercio con el Oriente y las posibilidades mercantiles del árbol de Brasil, de cuya corteza se producía un tinte rojo usado para teñir textiles. Y entre las razones estratégicas, la principal era combatir las ambiciones españolas o francesas por este territorio.
Finalmente, Francia y Holanda conquistaron algunas regiones estratégicas, como por ejemplo la isla de São Luís, las ciudades de Río de Janeiro y de Recife, y parte de los actuales estados de Pernambuco, Paraíba y Alagoas. Pese a estas ocupaciones, que finalmente fracasaron, se mantuvo, en el periodo colonial, la unidad lingüística y cultural del Brasil.

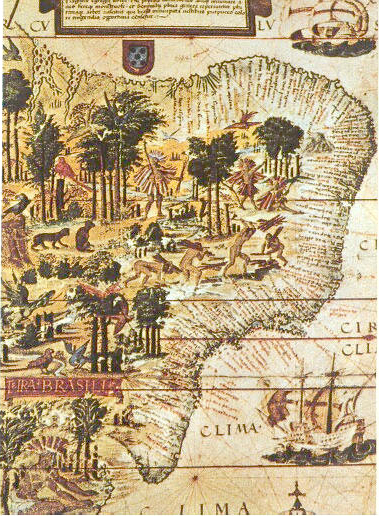
Mapa de Brasil, colonia portuguesa en América del Sur. 1519.

En 1530, la corona portuguesa expulsó a los franceses que rodeaban las costas del Brasil, ya que eran tierras que pertenecían a Portugal desde 1500.
En 1533, el rey de Portugal, Juan III, dividió el territorio de Brasil en 13 franjas o capitanías, de 150 millas de ancho cada una, lo que influyó en el carácter privado de la colonización portuguesa. Estas capitanías fueron repartidas u otorgadas a nobles portugueses de forma vitalicia y hereditaria a fin de obtener el mayor rendimiento con el mínimo de costos para la metrópoli. Los nobles que recibieron las mismas se comprometieron a evangelizar a los aborígenes, reclutar colonos y desarrollar económicamente la capitanía.
Durante 19 años la administración de las capitanías estuvo a cargo de los nobles, pero en 1549, el rey nombró un gobernador general o "Capitán mayor" representante del rey que administraría toda la colonia. El propósito de este gobierno era que el rey de Portugal gobernara a Brasil con el asesoramiento del Consejo Ultramarino, además de unificar el gobierno colonial. Sin embargo, aunque se pretendió quitar poderes a los capitanes generales, realmente continuaron dominando la colonia. Ellos, perdieron solamente facultades políticas pero mantuvieron sus privilegios económicos y continuaron con la esclavitud indígena. Desde los comienzos de la colonización, una de las actividades principales realizada por los terratenientes o capitanes generales en Brasil, fue las cacerías indígenas con el fin de esclavizarlos. Estos organizaron compañías militares o bandeiras que se organizaron para realizar expediciones al interior del territorio y de la selva amazónica, en busca de humanos para esclavizarlos. Aun así, los indígenas no fueron suficientes para la mano de obra por lo que recurrieron al uso de esclavos africanos a partir de 1530.
El período colonial puede ser subdividido en tres categorías:
1. El poblamiento (desde el descubrimiento hasta 1530),
2. El ciclo de la caña de azúcar,
3. Y el ciclo del oro.

La economía de todo el período está caracterizada por los latifundios y la utilización de mano de obra esclava.

## Descubrimientos

### El legado del comercio de Portugal
En la historia del imperio portugués, hay varias precedencias que forjaron el legado del comercio portugués en términos de esclavitud y alianzas con otros imperios. Aproximadamente 5,1 millones de personas esclavizados de África occidental fueron transportados a Brasil durante los años de 1501-1888, más que todas las otras colonias en el Nuevo Mundo de España, Inglaterra o Francia. Sin embargo, antes de esta dependencia económica en la mano de obra por esta gente esclavizada, Portugal ya había hecho una economía poderosa a través de sus plantaciones de azúcar en la isla Madeira y las colonias en África incluso las islas de Arguin y São Tomé durante el siglo XV.  Debido a la Reconquista, la cual Portugal terminó en 1255, los portugueses y castellanos ya habían normalizado el uso de esclavos a través el sistema de repartimiento, normalmente los moros y judíos que habían capturado al final de las batallas y tomados como rehenes por rescate. El primer experimento que los portugueses intentaron fue lo de las Islas Canarias donde formaron alianzas con unas poblaciones en las islas y esclavizaron otras para trabajar en Madeira.
Durante los años siguientes de la década 1440-50, Portugal ganó derechos exclusivos al trato de esclavos en África según las bulas de Papa Nicolás V llamadas Dum Diversas y Romanus Pontifex por sus incursiones con la gente "infiel" de Guinea y permitió las subastas de eslavos en Portugal, más común en Lagos y Lisboa. Además abrió la conversación de la naturaleza de gente pagana (la que no supo de cristianismo) versus la gente infiel (la que rechazó cristianismo), y como resultado, el argumento de esclavitud con base en el concepto de guerra justa.  Bajo el liderazgo de Enrique el Navegante, Portugal creó un legado de transacciones y alianzas con la gente de tierras extranjeras en África, usando los prisioneros de los imperios africanos poderosos para vender como esclavos y usarlos en las factorías portuguesas, incluso la gran factoría de São Jorge da Mina, la cual sería usado mucho durante el trato de esclavos transatlántico a Brasil. Como líder del Orden Militar de Cristo, Enrique el Navegante principalmente usaba la justificación religiosa de esclavizar los africanos para ganar más tierra para Portugal y más esclavos para las plantaciones de azúcar a la costa, y más importante, quería encontrar otro imperio cristiano en África para que pueda competir con los árabes y dominar el trato de oro. La captura y el trato de los esclavos en África subsahariana dependía mucho en los intermediarios llamados lançados, los cuales a menudo eran portugueses judíos expulsados que se mezclaron con mujeres africanas y luego creaban niños de mestizaje. Estas costumbres establecerían una precedencia en la manera de que los portugueses abordarían el Nuevo Mundo, incluso Brasil y la formación de alianzas y la esclavitud de gente indígena en el país. 

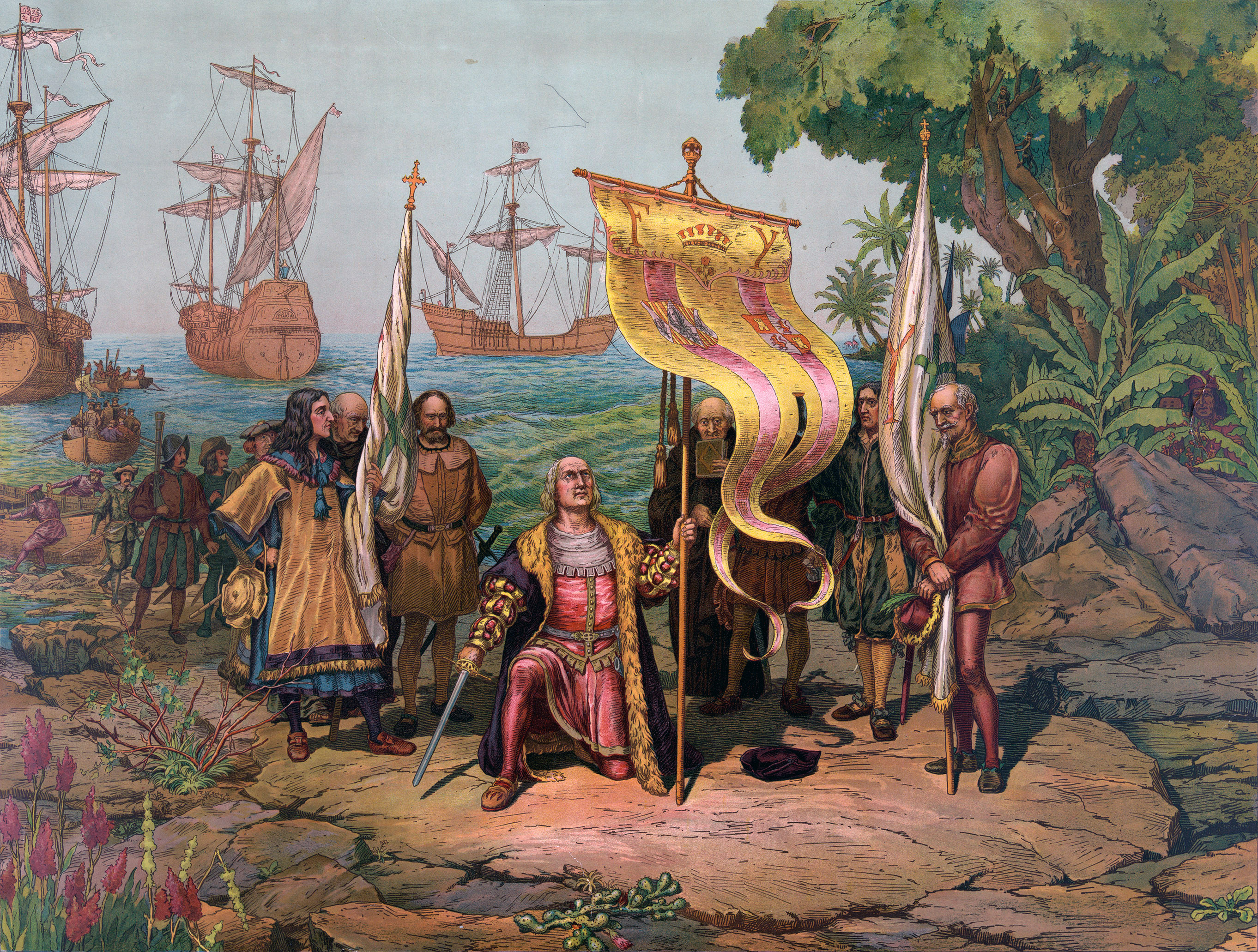
Representación del desembarco de Colón en Guanahani inspirada en el relato de Bartolomé de las Casas (1893).

En el siglo XIII el mercader veneciano Marco Polo fue uno de los primeros europeos en recorrer toda la ruta de la seda hasta la actual China y posteriormente las memorias de sus viajes fueron compiladas en un libro bautizado Il Milione ("el millón") o Libro de las Maravillas. Allí Marco Polo describe los diversos territorios y ciudades que ha visitado, incluyendo varias referencias sobre una isla ubicada más allá de China llamada Cipango (actual Japón). Según él, Cipango era una isla con incalculables riquezas incluyendo un palacio construido en oro, sin embargo, Polo aclara que no ha visitado personalmente dicho lugar y que las descripciones que brinda vienen de segunda mano.
A lo largo del siglo XV se venían organizando desde puertos españoles y portugueses numerosas expendiciones, algunas de conquista y otras netamente comerciales, con destino hacia las islas Canarias y diversos puntos de la costa africana. El dominio del Atlántico produjo un choque de intereses entre las coronas de Castilla y Portugal, hasta que en 1479 se llegó a un acuerdo de paz (Tratado de Alcáçovas). En dicho tratado, Portugal aceptaba el ascenso al trono castellano de Isabel (en detrimento de Juana) y el dominio español sobre las islas Canarias, mientras que Castilla renunciaba a la conquista del reino de Fez (actual Marruecos) y accedía a respetar la ruta del comercio portugués con Guinea.

### Antecedentes por la Corona castellana
Por aquel entonces los portugueses ya estaban concentrados en su intención de alcanzar Asia bordeando la costa africana, sin embargo, el matemático, astrónomo, cosmógrafo y médico florentino Paolo dal Pozzo Toscanelli expresó al rey Alfonso V de Portugal su convicción de que la manera más directa de alcanzar Catay (China) y Cipango (Japón) era navegar directamente hacia el Oeste. Cristóbal Colón tuvo acceso a una copia de ésta carta, iniciándose allí la formulación de su proyecto para atravesar el Atlántico uniendo Asia y Europa por mar. En aquel entonces ya no se discutía sobre la esfericidad de la Tierra sino cuál era la distancia real que separaba ambas costas y cuál era la posibilidad de realizar un viaje directo, considerando que América aún no existía para los europeos. Cristóbal Colón presentó su proyecto, primero al rey de Portugal y luego a los reyes de España. Ambas coronas desestimaron su empresa, sin embargo, cuando este ya se disponía a viajar con rumbo a Francia, sus aliados lograron revertir la decisión de los reyes españoles, quienes finalmente aprobaron el proyecto.

## Misión de Pedro Álvares Cabral
El territorio que hoy corresponde a Brasil fue reclamado por el Imperio portugués el 22 de abril de 1500, con la llegada de la flota portuguesa comandada por Pedro Álvares Cabral a Porto Seguro.
La primera expedición con el exclusivo objetivo de explorar el territorio oficialmente descubierto por Cabral fue la flota de tres carabelas comandada por Gonçalo Coelho, que zarpó de Lisboa el 10 de mayo de 1501, embarcando a Américo Vespucio (posiblemente por recomendación del florentino el banquero Bartolomeo Marchionni), autor del único relato conocido de este viaje y que, hasta pocas semanas antes, sirvió a los Reyes Católicos de España. Las fortificaciones duraron poco, tan solo unos meses, que fue necesario para recoger la madera del pau-brasil y embarcar. Obligados a trabajar como esclavos hasta la muerte, los nómadas eran rehenes de sus propias armas. La explotación del pau-brasil era una actividad que necesariamente tenía que ser nómada, ya que la selva era intensamente explotada y rápidamente agotada, no dando origen a ningún núcleo de poblamiento regular y estable.
Y fueron precisamente la inestabilidad e inseguridad del dominio portugués sobre el Brasil actual las que fueron el origen directo de la expedición de Martim Afonso de Sousa, un noble militar portugués, y la posterior transferencia de derechos reales a doce cesionarios, bajo el sistema de capitanías hereditarias, de onde portugueses por médio de una colonización privada. [12]
La expedición partió de la ciudad de Palos de la Frontera el 3 de agosto de 1492 y arribó a las islas Bahamas el 12 de octubre de ese mismo año. Una vez allí Colón se dispuso a explorar la zona, suponiendo que ya estaba en algún punto de la costa asiática que los europeos denominaban "Indias" y es por esta razón que los españoles comienzan a llamar indios a los aborígenes americanos. Durante este viaje Colón procede también al reconocimiento de las islas de Cuba y La Española para finalmente volver a Europa. Como Colón aprendió mucho de los navegantes portugueses durante su juventud en Lisboa, usaría métodos portugueses en la colonización del Nuevo Mundo, incluso sus fortalezas en La Isabela y La Navidad. Él se casó con una portuguesa y su tripulación trató de hacer transacciones con dinero portugués en la isla Española con los Taínos aunque fue una expedición española.,

El Planisferio de Cantino de 1502.

El anuncio del descubrimiento de estas nuevas islas superaba todo lo establecido por las cláusulas de 1479, lo que reavivó el conflicto entre las coronas de Castilla y Portugal, imponiendo la necesidad de consensuar un nuevo tratado para el reparto del Atlántico. Así es que Colón propone a los reyes castellanos el establecimiento de una línea, trazada de polo a polo, que pasando por las Azores y de Cabo Verde sirviera de límite para los ámbitos de actuación entre ambas coronas y fue esta propuesta la que se elevó al papa Alejandro VI. Tras analizar la propuesta de Castilla el papa decide aprobar una serie de bulas, en las que acepta el establecimiento de la raya solicitada por España, aunque la desplaza cien leguas al oeste de Cabo Verde y también detalla que como la India (Asia) era una zona factible de encuentro entre expedicionarios de ambas coronas, la concesión de soberanía no incluía ninguna tierra que ya estuviese bajo dominio de Portugal o de algún príncipe cristiano.
Inmediatamente la corona de Castilla organiza un segundo viaje a América (1493-1496) para profundizar la exploración de las islas del Caribe y establecer allí un asentamiento efectivo (La Isabela) con el cual respaldar sus derechos de conquista. Si bien en un primer momento el rey lusitano Juan II rechaza la soberanía española sobre estas nuevas islas, con el correr de los meses el monarca flexibiliza su posición viendo en este nuevo acuerdo la posibilidad de garantizar su dominio sobre las costas africanas y sobre la tan ansiada ruta a la India por el Oriente. Sin embargo, Portugal exige que su área de influencia se extienda 370 leguas al oeste de Cabo Verde, argumentando que sus naves corrían el riesgo de violar el espacio castellano a su regreso de la colonia africana de Mina de Oro. Los reyes castellanos, interesados en que los portugueses reconozcan su derecho de conquista y asentamiento sobre las tierras recién descubiertas por Colón y ansiosos por sellar la paz aceptan modificar la ubicación de la "raya", que para aquel entonces se había convertido en el elemento básico de la negociación. Con la certeza de que las tierras descubiertas por Colón se encontraban a 750 leguas de las islas atlánticas conocidas, España decide aceptar el requerimiento de los lusitanos y el 7 de junio de 1494 se firma el Tratado de Tordesillas.
Posteriormente, entre los años 1498 y 1500 Colón realiza un tercer viaje a América en el cual se priorizó la búsqueda de tierra firme continental, produciéndose el descubrimiento de la costa venezolana en Sudamérica, aunque Colón seguía sosteniendo que se trataba de algún lugar de la costa asiática.

### Vicente Yáñez Pinzón

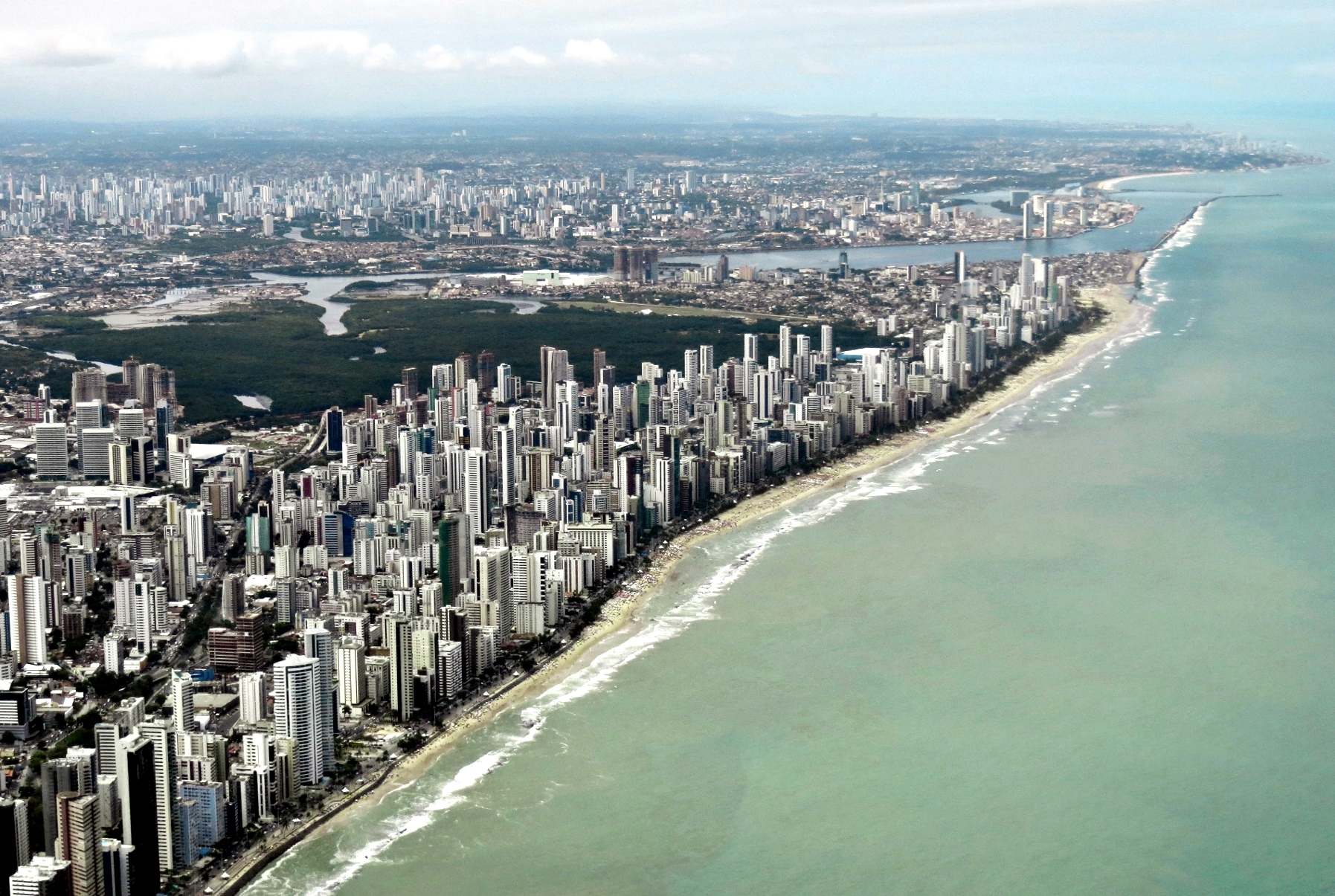
Vista aérea de Recife, importante ciudad ubicada en cercanías del cabo de San Agustín.

En el primer viaje de Colón a América participan los hermanos Martín, Francisco y Vicente Pinzón, todos ellos españoles originarios de Palos de la Frontera y provenientes de una rica y experta familia de marinos. Tras la ruptura del monopolio colombino establecido en las capitulaciones de Santa Fe, Vicente Pinzón obtuvo autorización de la Corona para realizar sus propios viajes de descubrimiento, tras lo cual armó cuatro carabelas y partió de Palos de la Frontera en diciembre de 1499 con rumbo hacia el suroeste. La expedición, encontrándose a 8 grados de latitud sur, descubrió tierra los últimos días del mes de enero del año 1500 (20 o 26 de enero). Los españoles denominaron aquel sitio como cabo de Santa María de la Consolación (identificado actualmente como cabo de San Agustín), siendo este episodio el descubrimiento oficial de Brasil por parte de los europeos. Allí Pinzón desembarcó tomando posesión de aquella tierra y luego procedió a bordear la costa hacia el noroeste descubriendo la desembocadura del río Amazonas, continuando luego por las Guayanas hasta Paria (Venezuela), zona que ya había sido reconocida por Colón en su tercer viaje. 
En aquella travesía Vicente Pinzón había descubierto para los europeos unos 3.600 kilómetros de costa sudamericana y los monarcas castellanos decidieron recompensar su valía otorgándole la gobernación de aquellas nuevas tierras. Sin embargo, los resultados económicos de la expedición habían sido magros debido a la pérdida de dos carabelas durante el viaje de regreso a Europa y sumado a ello, según lo establecido en el Tratado de Tordesillas, el territorio ubicado desde el Cabo de la Consolación hasta la desembocadura del río Amazonas, correspondía a la zona de influencia lusitana, lo cual debía ser verificado oportunamente. Por todas estas razones Pinzón nunca regresó al Brasil, concentrando sus esfuerzos posteriores en la exploración y conquista de la región del Caribe.

## Conquista

### Avance de la Ocupación Española en América

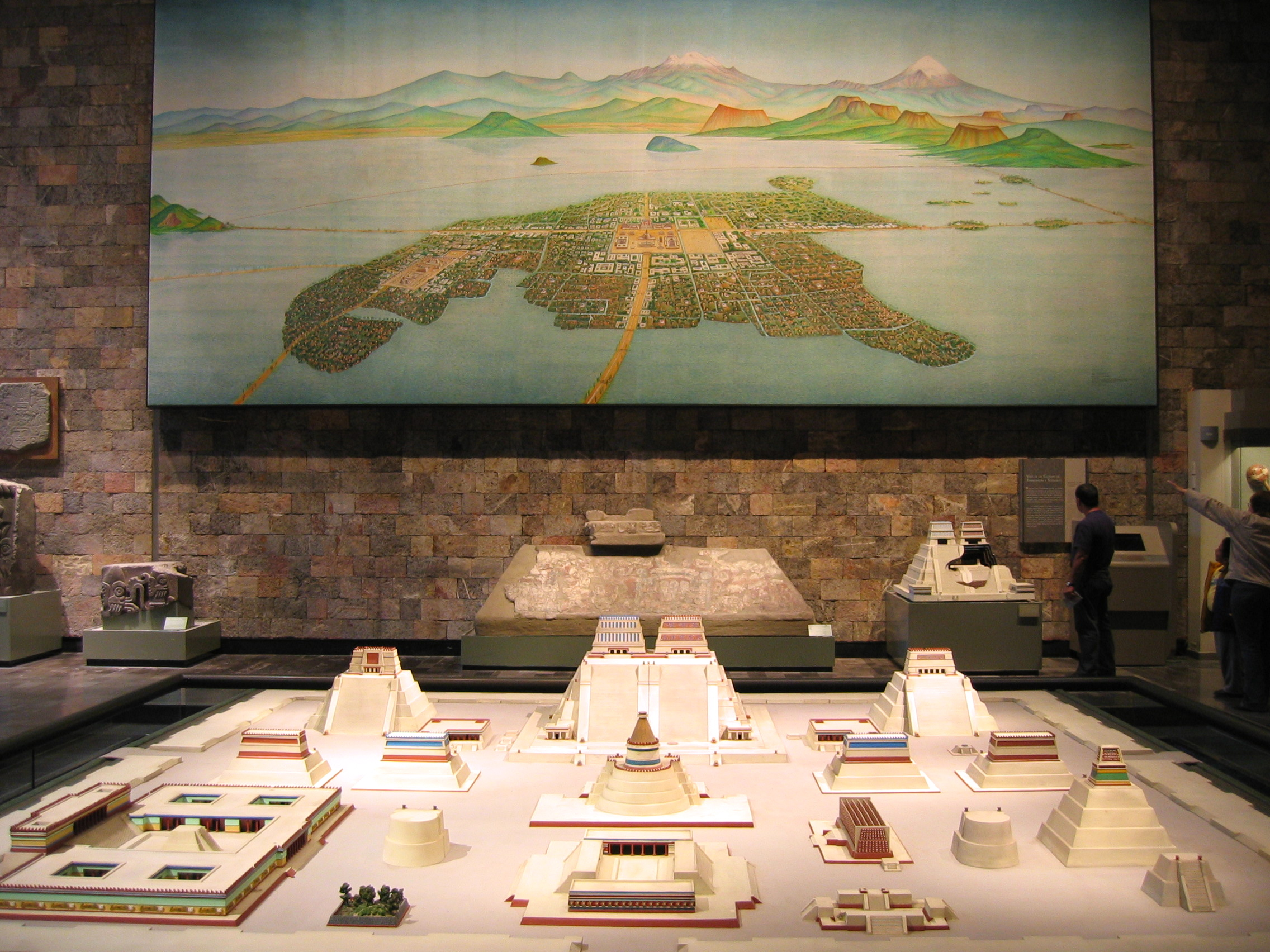
Representación de México-Tenochtitlan en el Museo Nacional de Antropología.

Sin haber alcanzado resultados comerciales concretos y con gran cantidad de sus privilegios ya retirados, Cristóbal Colón realiza un cuarto y último viaje a América (1502-1504) con el objetivo de encontrar un estrecho que le permitiese alcanzar las islas de las especias, siempre sosteniendo que las tierras por él descubiertas pertenecían al continente asiático. Durante esta expedición Colón descubre y recorre gran parte de la costa centroamericana (hoy Honduras, Nicaragua, Costa Rica y Panamá) aunque no consigue lograr su principal objetivo y finalmente fallece en España en 1506. 
Para comienzos del siglo XVI la ocupación española en América se limitaba al dominio de las islas de Cuba, La Española, San Juan de Puerto Rico y Jamaica y a una pequeña porción de tierra continental (denominada por los españoles como Tierra Firme) en la región del Darién (Panamá) sobre la costa del mar Caribe. Desde esta última posición, el conquistador Vasco Núñez de Balboa emprende las primeras expediciones hacia el interior del continente, descubriendo en el año 1513 la costa del Océano Pacífico, allí donde poco después se fundaría la Ciudad de Panamá (1519).
Paralelamente, en la isla de Cuba comenzaron a oírse rumores sobre la existencia de una tierra o isla ubicada al oeste, no muy lejana, que poseía grandes riquezas, noticia que motivó una expedición en 1517, comandada por Francisco Hernández de Córdoba que culminó con el descubrimiento de la península de Yucatán. Al año siguiente partió una nueva expedición al mando de Juan de Grijalva que bordeó el norte de la península y gran parte del golfo de México, hasta el río Pánuco. En 1519 partió de Cuba una tercera expedición al mando de Hernán Cortés, quien inició su itinerario de conquista en la isla de Cozumel para luego avanzar hacia el interior del continente. Los españoles, en alianza con otros pueblos indígenas, lograron derrotar al Imperio Azteca en 1521, y sobre las ruinas de su antigua capital (Tenochtitlan) levantarían la Ciudad de México, que a partir de 1535 se convertiría en la sede del flamante Virreinato de Nueva España, entidad encargada de administrar los territorios españoles de América del Norte, Centroamérica, Asia y algunas islas de Oceanía.

### La Expedición de Juan Díaz de Solís

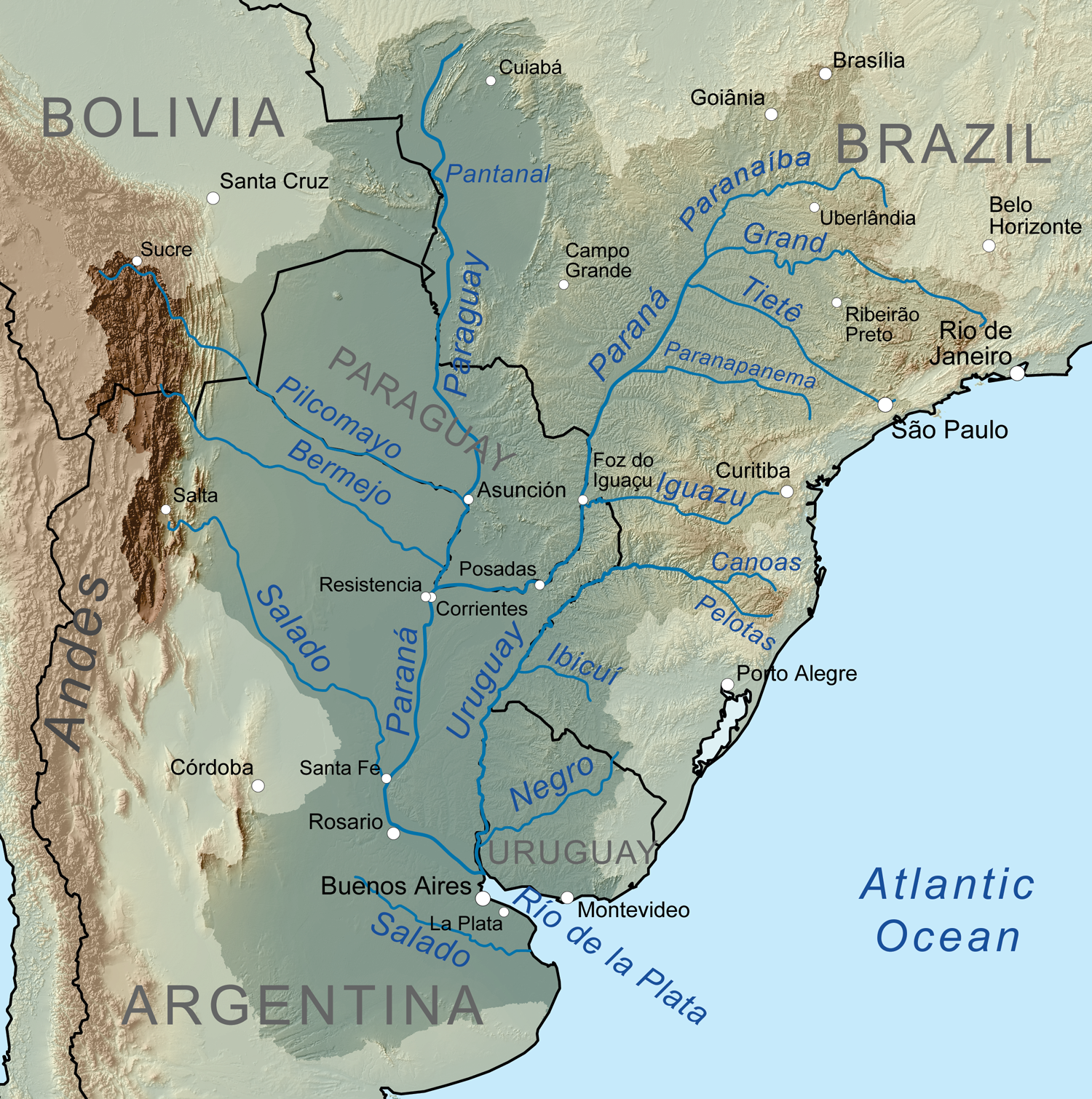
Cuenca del Río de la Plata.

En 1512, el navegante Juan Díaz de Solís bordeó la costa sur de Brasil hasta llegar a un gran estuario (hoy Río de la Plata) que los aborígenes denominaban Paranaguazu ("río como mar" o "agua grande"). Solís bautizó aquel río como el Mar Dulce y especulando con la posibilidad de hallarse ante un estrecho que pudiese unir las aguas del Atlántico con las del Pacífico decidió ir a España para reclamar la conquista y gobernación de aquella tierra. Atendiendo a su solicitud la Corona castellana le nombró Capitán General de dicha región y así es que Juan Diaz de Solís volvió al Río de la Plata en febrero de 1516. Sin embargo, tras desembarcar junto con otros cincuenta hombres confiado en los gestos de amistad que le habían demostrado los indios de la costa oriental, Solís y sus hombres terminaron siendo asesinados por los aborígenes.
Los tripulantes que habían quedado en los navíos decidieron levar anclas y retornar a España, sin embargo, uno de los barcos terminó naufragando frente a la isla de Santa Catalina (Brasil), quedando varados allí dieciocho hombres. Uno de ellos fue el portugués Alejo García, quien luego terminaría entablando vínculos de amistad con los indios tupiguraníes que habitaban aquella región. A través de estos, García se enteró de que en el interior del continente existía una gran montaña de metales preciosos. y así fue que acompañado por otros náufragos y gran cantidad de indios, García encabezó una expedición que partió desde Santa Catalina hacia la Mata Atlántica y el Gran Chaco. Los europeos finalmente llegaron al Altiplano, región que pertenecía a los dominios del Rey Blanco, un soberano cuyo trono estaba completamente ornamentado en plata. Los expedicionarios tomaron algunas piezas de valor y emprendieron el retorno a la costa del Brasil, sin embargo, Alejo García y los demás europeos murieron en el camino al ser emboscados por los indios payaguas. Los pocos tupiguaraníes que lograron volver a la costa mantuvieron viva la leyenda del Rey Blanco y de la Sierra de la Plata (actualmente conocido como el Cerro Rico de Potosí).

### Francisco de Orellana

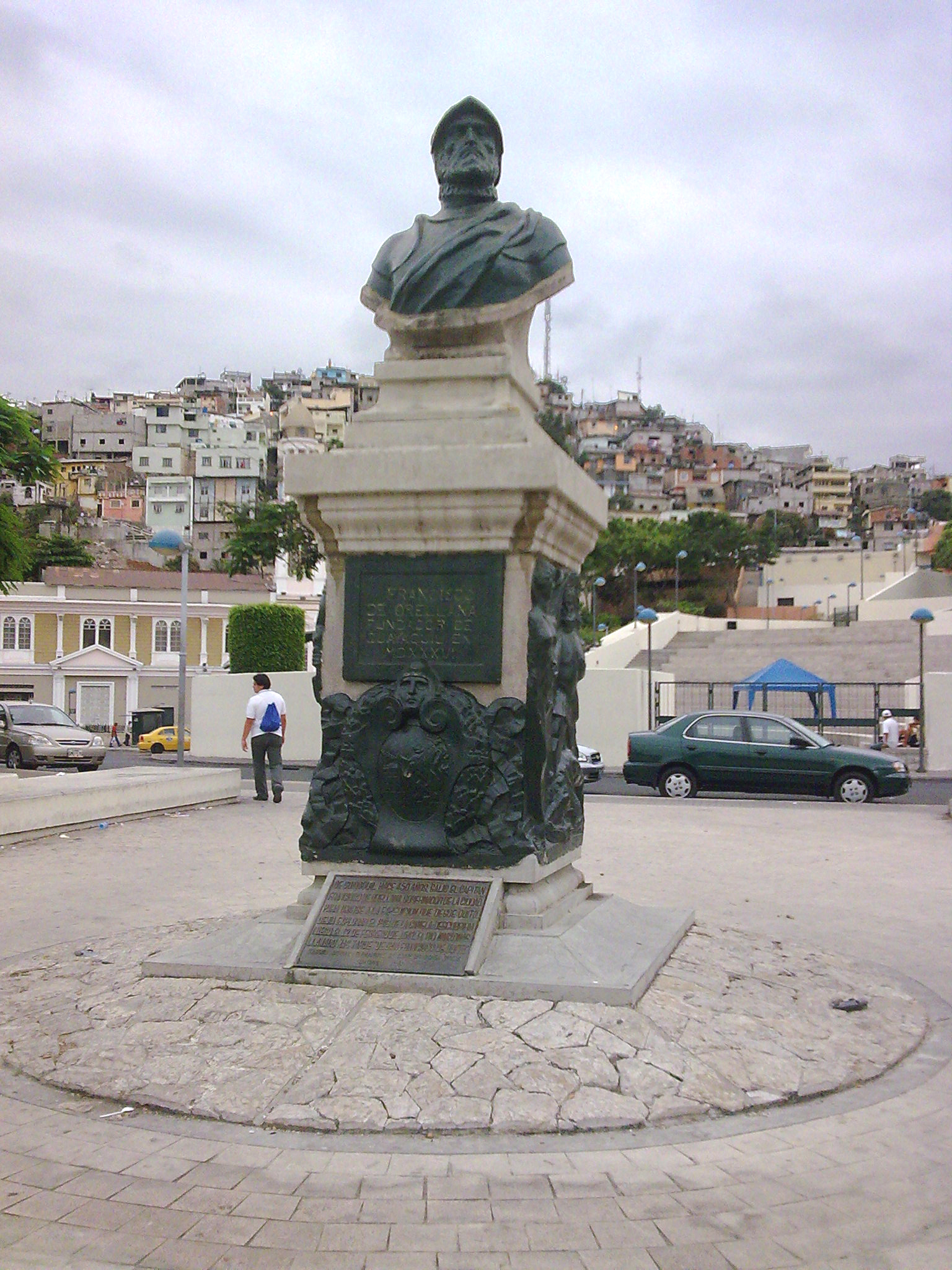
Busto en honor a Francisco de Orellana.

En 1539, el conquistador español del Perú, Francisco Pizarro, nombra a su hermano a Gonzalo como Gobernador de Quito (actual Ecuador) y Capitán General de la expedición que debía descubrir un sitio al que llamaban el "País de la Canela". La expedición parte al año siguiente con rumbo al Oriente logrando su cometido, sin embargo, la canela allí descubierta era de una calidad inferior a la que se conseguía en las indias orientales, por lo que Gonzalo Pizarro no queda satisfecho con los resultados y decide continuar su avance llegando al río Coca en julio de 1541.
La expedición continuó descendiendo río abajo, hasta que la falta de alimentos se volvió crítica. Allí, Francisco de Orellana ofreció adelantarse con un bergantín en busca de provisiones y sin mayores opciones Pizarro accedió a su propuesta. Así fue que acompañado por 57 hombres y el fray Gaspar de Carbajal, Orellana partió el 26 de diciembre de 1541, continuando viaje por el río Coca, luego por el Napo y finalmente por el gran río Amazonas. Sin embargo, el plan real de Orellana no era el de socorrer a la expedición, sino el de encabezar su propia búsqueda de riquezas y con el paso de los días Pizarro no tuvo más opción que ordenar el regreso a Quito.
Paralelamente Orellana continuaba su avance por el río Amazonas, llegando a una provincia llamada Machifaro donde tuvo noticias de que tierra adentro, a mano izquierda, existía un gran señor al que denominaban Aomagua. Más adelante, en otra aldea los españoles encontraron gran cantidad de loza vidriada y algunas piezas de oro y plata. Los aldeanos del lugar confirmaron que yendo tierra adentro, había muchos de aquellos metales, por lo que Orellana decide investigar la zona, descubriendo dos caminos que se ensanchaban más a medida que se avanzaba tierra adentro. Luego de avanzar unas dos millas por aquellos caminos y sin realizar mayores hallazgos la avanzada emprende la vuelta a la aldea y allí se embarca nuevamente para continuar río abajo. El 24 de junio de 1542 la expedición fue atacada por feroces indias guerreras, similares a las mujeres "amazonas" de la mitología clásica, episodio que terminaría marcando el nombre de toda la región. Luego de atravesar todo el continente la expedición llegó al océano Atlántico y allí Francisco de Orellana ordenó partir con rumbo a España para anunciar el importante descubrimiento que había realizado. El Consejo de Indias terminó relativizando su traición a Gonzalo Pizarro y le extendió la capitulación para conquistar el País de las Amazonas, sin embargo, en febrero de 1546 Orellana falleció víctima de las fiebres en la desembocadura del río Amazonas cuando se disponía a incursionar nuevamente por aquellas tierras.

### La esclavitud en la colonización de Brasil
En el año de 1502, la Corona portuguesa dio los derechos de cosechar la madera de los árboles de Brasil. Después, Fernando de Noronha trajo 36 esclavos indios a Portugal en 1511. En 1534, Rey João III permitió Duarte Coelho traer esclavos de Pernambuco a Portugal con madera. Cuando donadores querían tener parte de la riqueza en Brasil por el azúcar, es implicado que la esclavitud africana en Brasil fue establecido en 1549 cuando el primer gobernador, Tomé de Sousa, trajo sus propios esclavos moros a Brasil. Para seguir el modelo de las feitorias en las colonias de África, las cuales tienen origen en las estructuras arquitectónicas de Lisboa y Oporto, implicando la costumbre de cosechar recursos naturales, construir una fortaleza y ubicarse en una colina para la mejor defensa, con la meta de desarrollarse en una ciudad. Como resultado de hacer feitorias basados en la cosecha de recursos naturales, había una necesidad de tener gente esclavizada para suplicar la mano de obra necesaria y mantener el flujo de productos para Portugal y la Inglaterra (los británicos usaban el tinte rojo de madera para textiles). Inicialmente, la gente que los conquistadores de Brasil esclavizaban eran los indígenas de los grupos indígenas-brasileñas de Tupí, Guaraní, Gê y los Arawak (a través de cambio con el Caribe). Cuando más labor era una necesidad debido a la enfermedad de los indígenas en 1556, la câmara municipal de Salvador (ahora en la región de Bahía) pidió esclavos africanos de Guinea y São Tomé (la colonia susodicho que fue establecido por Portugal en el siglo XV) por el cambio de esclavos indígenas. Esta transacción pasaría poco a poco hasta que la mayoría de los esclavos en Brasil era esclavos importados de África.